# اعتیاد جنسی
اعتیاد به رابطه جنسی یا اعتیاد جنسی به نبود توانایی در مهار یا به تعویق انداختن تمایلات و فعالیت‌های جنسی گفته می‌شود. در واقع رابطه جنسی و اندیشیدن به آن، افکار معتاد را تحت سیطره خود قرار می‌دهد و نیاز به انگیختگی جنسی جای نیاز به صمیمیت را می‌گیرد. علت آن معمولاً بدرفتاری با معتادان در سنین کودکی این گونه افراد است. اعتیاد به روابط جنسی یک بیماری پیشرونده بوده و می‌توان همانند بسیاری بیماری‌های دیگر، آن را متوقف نمود. در این بیماری، یک الگوی وسوسه و اجبار به برقراری رابطه جنسی وجود دارد که در آن روابط جنسی منجر به تخریب‌های زیادی در زمینه‌های کاری، خانوادگی و عزت نفس، می‌گردند. استفاده از خدمات انجمن‌های معتادان جنسی گمنام از بهترین روش‌های مقابله با پیشرفت این نوع اعتیاد است.

## خصیصه‌های اعتیاد جنسی
در اعتیاد جنسی رفتارهای جنسی یکدیگر را تقویت می‌کنند به عبارت دیگر معتاد از یک نوع رفتار به نوعی دیگر گرایش پیدا می‌کند. تحقیقات در این حوزه نشان داده‌اند که در اکثر موارد رفتار جنسی با رفتارهای حاصله از دیگر انواع اعتیاد، مرتبط است مانند اعتیاد به خوردن، به کار، مصرف مواد مخدر،..
اعتیاد جنسی شامل یک سری اختصاصات است مانند اشتغال و وسواس فکری، یعنی شخص به صورت مداوم در رابطه با موقعیت‌ها و حوادث جنسی دارای اشتغال ذهنی است و تمرکز مداوم فرد با مسائل جنسی باعث سطح بالای تحریک‌پذیری جنسی در او می‌گردد.
خصیصه دوم در اعتیاد جنسی تکراری شدن رفتار است به عبارتی شخص به رفتار جنسی خود برای ارضا ادامه نمی‌دهد بلکه هدف تحریک شدن هرچه بیشتر است و بدین شکل این اعتیاد به تداخل با برنامه‌های روزانه می‌انجامد و عملکرد اجتماعی و فردی را مختل می‌کند ولی با وجود این عوارض رفتار تداوم پیدا می‌کند.
بنابراین خصیصه سوم، از دست دادن کنترل (اجبار) شخص با وجود مشکلات حاصل است که کماکان به رفتارهای تکراری خود شامل تحریک‌پذیری بالا بدون احساس رضایت،... ادامه می‌دهد و نمی‌تواند رفتار را متوقف کند با اینکه هر روز وقت بیشتری را برای متوقف کردنش اختصاص می‌دهد.
خستگی خصیصه چهارم اعتیاد جنسی است. شخص که دچار احساس شرمساری از رفتار شدید و غیرقابل کنترل خود و آسیب هائی که به دیگران می‌زند است، کاملاً خسته و سرخورده می‌شود.

## ارتباط رابطه جنسی با استرس و برخی هورمون‌ها
استرس یک عامل برانگیزنده و تشدیدکننده این اختلال است. در واقع فرد معتاد از طریق رابطه جنسی آلام عاطفی و عقده‌های روانی خود را تسکین می‌دهد. باید توجه داشت که نباید اعتیاد به رابطه جنسی را با شهوت جنسی قوی اشتباه گرفت. فرد معتاد به رابطه جنسی ممکن است دارای شهوت جنسی اندکی باشد. اعتیاد به رابطه جنسی در هر دو جنس زن و مرد مشاهده می‌گردد. در واقع با ارضاء جنسی به فرد احساس سرخوشی در پی آزادسازی آدرنالین و اندورفین‌ها دست داده و وی را موقتاً آرام می‌کند. معمولاً فرد معتاد از رابطه جنسی خود لذت چندانی نمی‌برد زیرا پس از آن دچار احساس گناه و شرمساری می‌گردد.

## درمان اعتیاد جنسی
درمان اعتیاد جنسی شامل آموزش نحوه ارضاء تمایلات جنسی به‌طور سالم و طبیعی، مشاوره فردی، بازسازی روابط از هم گسسته فرد و آموزش تکنیک‌های غلبه بر استرس می‌باشد. اما گام نخست درمان پذیرش فرد به اعتیاد و تمایل فرد به ترک آن می‌باشد.

### برنامه‌های ۱۲ قدمی
برنامه‌های ۱۲ قدمی برای بهبودی از اعتیاد جنسی می‌توانند به عنوان یک نقطه درمانی کمکی در کنار درمان‌های تخصصی دیده شوند. گروه‌های ۱۲ قدمی خودیار همچون معتادان جنسی گمنام در بیشتر نقاط دنیا وجود دارند.